# Penelope argyrotis
Penelope argyrotis е вид птица от семейство Cracidae.

## Разпространение
Видът е разпространен във Венецуела и Колумбия.